# 潮風號列車
潮風號列車（日语：しおかぜ）是四國旅客鐵道（JR四國）運行的特急列車，運行於岡山站和今治站、松山站之間，經由宇野線、本四備讚線、予讚線。該列車是連接岡山市和香川縣西部及愛媛縣各都市的JR四國的主力列車之一，於1972年開始運行，和南風號列車並為JR四國最初的特急列車。

## 概要
1972年3月15日，急行列車“伊予”号（いよ）被升级为本列车，运行于高松站和宇和岛站间。
1988年4月10日に本四备赞线（濑户大桥线）开通，随之本列车运行区间更改为冈山～松山。高松站起止的列車改为石锤号列车。

### 列車名的由来
“しおかぜ”是从瀬户内海上吹来的含盐的风——潮風的平假名表示。“潮风号”这一名称曾用作为1965年到1968年间新大阪站 - 广島站間運行的特急列车的名称。

## 運行概況
现在每天岡山站 - 松山站間有下行15班・上行14班，伊予西条站 - 岡山站間有上行1班。
因为运行区间大多数为单线，增加车次很困难，所以除了伊予西条站始发的一班，各车次均在宇多津站・多度津站 - 松山站間和高松起止的石锤号列车重联运行。但黄金周等乘客较多的时期除外，此时全编组（7辆或8辆）均为冈山站起止，高松站 - 宇多津站・多度津站間会有临时石锤号列车运行。另外，若濑户大桥因强风而暂时关闭时，也有全編组在高松起止的情况。

## 使用车辆与编组
全部列車都使用松山運転所的車辆。特别地，在宇野線・本四備讃線内不使用车体倾斜系统。

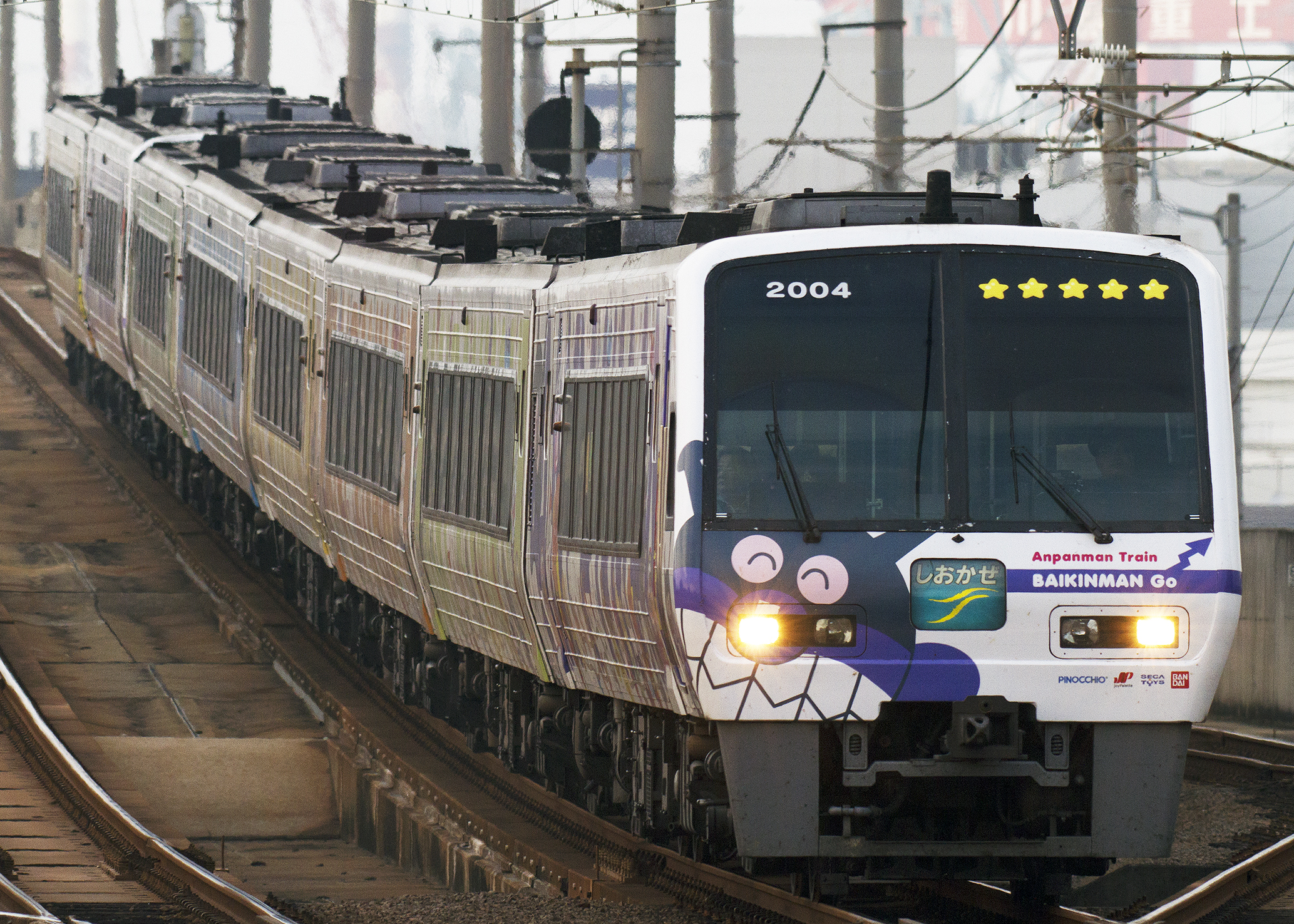
2000系潮风号 （面包超人列车）
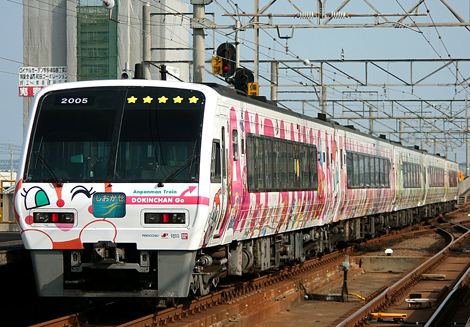
2000系潮风号 （面包超人列車）
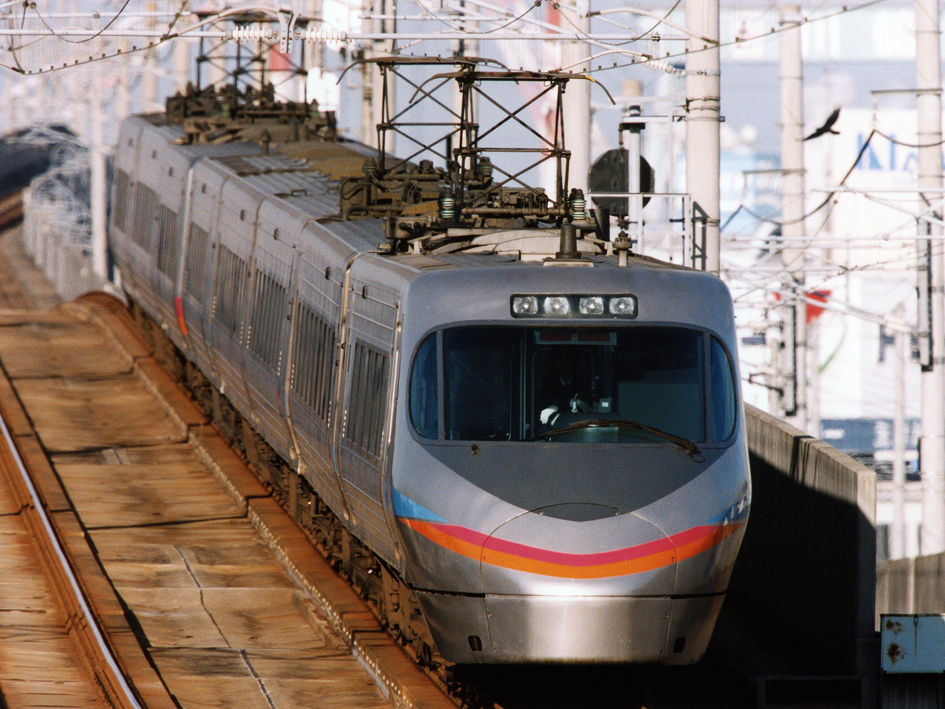
JR四国8000系電車(翻新前)
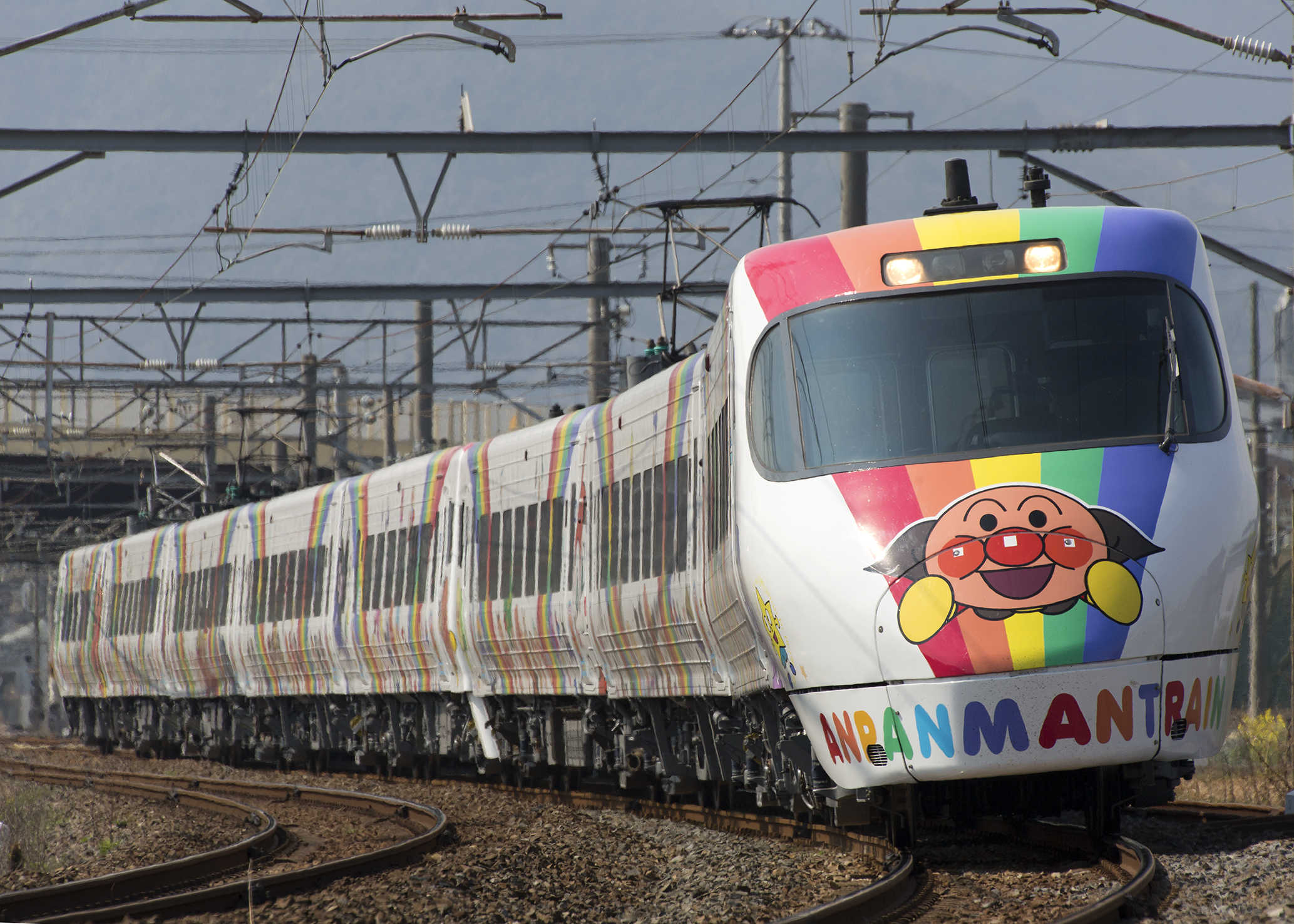
JR四国8000系電車（面包超人列车）
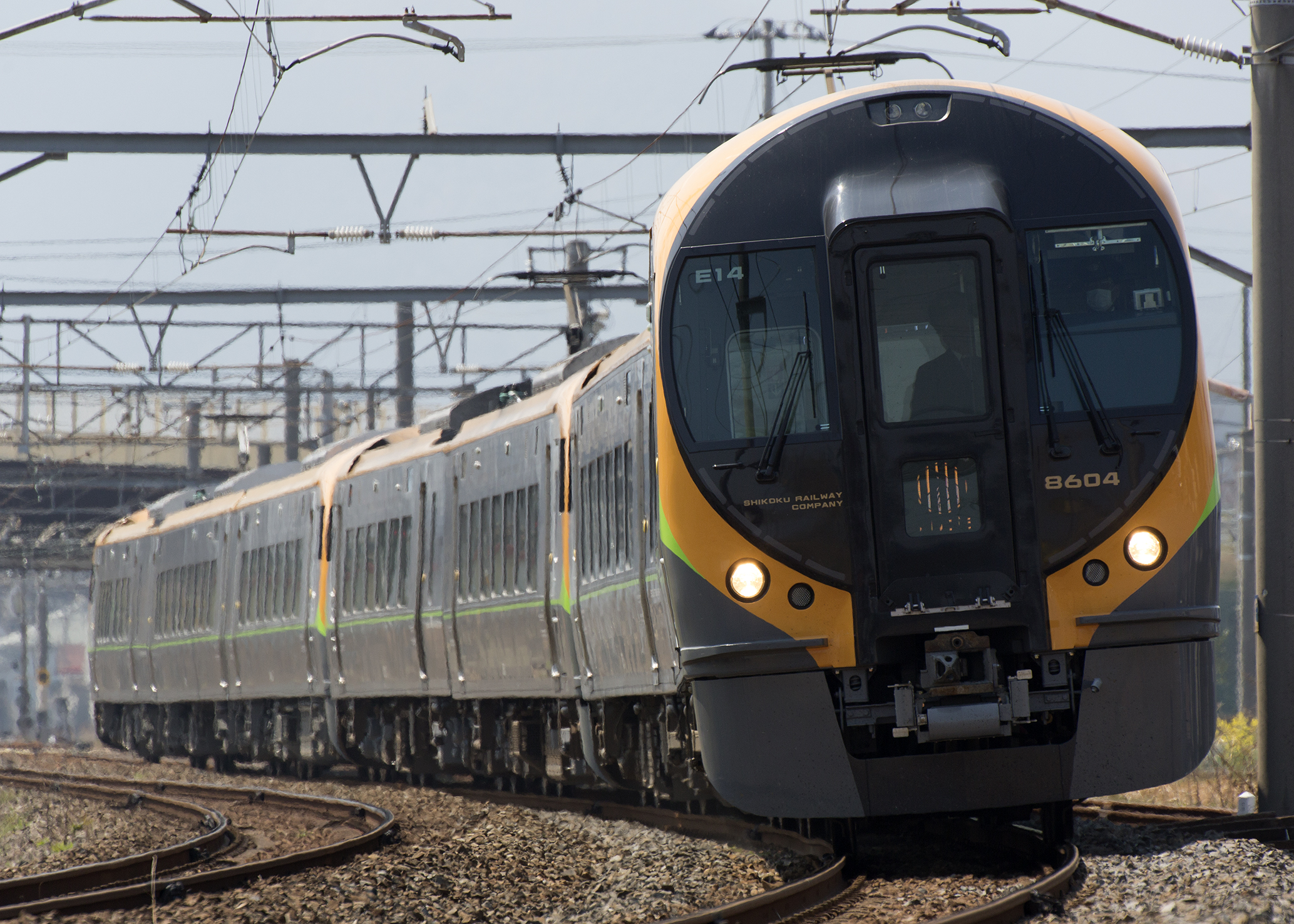
JR四国8600系電車（2016年）

## 外部連結
- 車両情報＜8000系特急電車＞ （页面存档备份，存于） - 四国旅客鉄道
- 車両情報＜8600系特急電車＞ （页面存档备份，存于） - 四国旅客鉄道
- アンパンマン列車 （页面存档备份，存于） - 四国旅行 JR四国ツアー（駅コミ）